# Golpes de Estado en Fiyi de 1987
Entre el 14 de mayo y el 6 de octubre de 1987 sucedieron en Fiyi dos golpes de estado que derrocaron al gobierno de la monarquía constitucional de la Mancomunidad de Naciones dirigido por Isabel II del Reino Unido e instauraron una República. El primer golpe se produjo el 14 de mayo y depuso al primer ministro de Fiyi, Timoci Bavadra, que había sido elegido democráticamente el 13 de abril de ese mismo año. El segundo golpe ocurrió el 25 de septiembre y finalizó el 6 de octubre, cuando se abolió de manera definitiva la monarquía y se declaró la República de Fiyi.

## Antecedentes
Al independizarse como Reino de la Mancomunidad de Naciones en 1970, Fiyi fue escenario de luchas de poder entre las etnias dominantes, los indofiyianos y los fiyianos (que en 1987 representaban el 46% y el 49% de la población respectivamente). En las elecciones parlamentarias de abril de 1987, fue derrotado el gobierno conservador que estaba en el poder desde la independencia, ganando entonces una coalición multirracial encabezada por Timoci Bavadra, que asumió como primer ministro de Fiyi. El militar Sitiveni Rabuka pondría como excusa para los golpes de Estado el peligro que representaba el gobierno multirracial para la mayoría indofiyiana, lo cual es cuestionable teniendo en cuenta las garantías constitucionales existentes.

## Desarrollo

### Golpe de mayo
En la mañana del 14 de mayo de 1987, a las 10:00 AM, una sección de soldados enmascarados de las Fuerzas Armadas de Fiyi entraron en la Cámara de Representantes fiyiana y sometieron a los legisladores que se habían reunido allí para su sesión de la mañana. El Teniente Coronel Sitiveni Rabuka, apartó al entonces primer ministro, Timoci Bavadra (elegido tan solo un mes antes, en abril), de su posición y ordenó a los miembros del parlamento que abandonaran el edificio, cosa que hicieron sin oponer resistencia, logrando realizarse con éxito el golpe sin haber perdido vidas.
Alrededor de las 11:00 AM, la radio local informó a la población del golpe militar. Rabuka se dirigió entonces a la Casa de Gobierno para ver al Gobernador General Penaia Ganilau (representante de la Reina Isabel II en Fiyi, que por entonces era un Reino de la Mancomunidad de Naciones). Rabuka solicitó a Ganilau que reconociera al gobierno golpista y la deposición de Bavadra. Se declaró entonces un gobierno provisional y se pidió a la población mantener la calma y continuar con sus actividades. Durante la reunión, Ganilau reprendió a Rabuka por el golpe, alegando que debería haber dado más tiempo para hacer concesiones al gobierno depuesto, que solo llevaba un mes en el poder. Sin embargo, esto no significó nada y Ganilau cedió a todas las exigencias de los golpistas.

### Período mayo-septiembre
Finalizado el golpe, el Gobernador General encargó un Comité de Revisión de la Constitución, dirigido por Sir John Falvey para mirar las "deficiencias" de la constitución de Fiyi (vigente desde la independencia del país en 1970). Sin embargo, dicho comité estaba lleno de políticos que se encontraban del lado de los golpistas.
Este comité debía iniciar sus audiencias el 6 de julio y entregar sus recomendaciones al Gobernador General el 31 de julio. Sus atribuciones eran fortalecer la participación política de los aborígenes fiyianos, teniendo en cuenta los intereses de las demás etnias en el proceso. El comité reicibó 860 presentaciones escritas y 120 orales, y produjeron un informe recomendando un nuevo poder legislativo unicameral con treinta y seis miembros, veintiocho electos y ocho nombrados por el Gran Consejo de Jefes, y debían ser 22 indofiyianos, 8 electores generales y cuatro rotuman. Quedarían abolidas las circunscripción electoral étnicamente asignada y la votación pasaría a ser comunal. El puesto de primer ministro debía quedar exclusivamente para un indofiyiano
El Gobernador General disolvió al parlamento y concedió a Rabuka una amnistía, mientras lo promovió a Comandante en Jefe de las Fuerzas Armadas Reales de Fiyi. Todas estas acciones fueron muy mal recibidas por el gobierno depuesto, y el ex primer ministro Bavadra decidió llevar el asunto al Tribunal Supremo de Fiyi a mediados de ese mismo año.

### Golpe de septiembre
Siendo Fiyi hasta ese año un Reino de la Mancomunidad Británica de Naciones, su jefe de Estado era la Reina Isabel II del Reino Unido (con el título de Reina de Fiyi). El Tribunal Supremo de Fiyi, impulsado por Bavadra, declaró al golpe de mayo inconstitucional, lo que dio paso a una serie de negociaciones entre los golpistas y el gobierno depuesto, algo que la mayoría de los indofiyianos apoyaron. El 23 de septiembre, se declaró la formación de un gobierno de unidad nacional, en el que ambas partes estarían representadas por el Gobernador General. Temiendo la pérdida del poder obtenido en mayo, el 25 de septiembre, Rubuka perpetuó un nuevo golpe de Estado, esta vez forzando al Gobernador General a dimitir.

### Declaración de la República
Tanto las Naciones Unidas como la Mancomunidad de Naciones condenaron rápidamente el segundo golpe de Estado, exigiendo a Rubuka que restaurara rápidamente el gobierno previo. Sin embargo, tales exigencias no fueron escuchadas y el 7 de octubre, Rubuka declaró la República de Fiyi, lo que resultó en la expulsión inmediata del país de la Mancomunidad. Rubuka fue presidente interino del país hasta la elección de Ganilau, el antiguo Gobernador General, como Presidente de la República el 8 de diciembre de ese mismo año. Una nueva constitución sería ratificada en 1990, en la que los puestos de presidente y primer ministro, así como varias posiciones en el senado, quedaban reservadas para indofiyianos. Tales leyes discriminatorias no serían eliminadas hasta 1997, con una nueva revisión constitucional.